# Капела (општина)
Капела је насељено место и седиште општине у Бјеловарско-билогорској жупанији, Република Хрватска.

## Историја
До територијалне реорганизације у Хрватској налазила се у саставу бивше велике општине Бјеловар.

## Становништво
На попису становништва 2011. године, општина Капела је имала 2.984 становника, од чега у самој Капели 428.

## Попис 1991.
На попису становништва 1991. године, насељено место Капела је имало 508 становника, следећег националног састава:
| Попис 1991.‍  | Попис 1991.‍  | Попис 1991.‍ | Попис 1991.‍ | Попис 1991.‍ |
| ------------ | ------------ | ----------- | ----------- | ----------- |
|              |              |             |             |             |
| Хрвати       | Хрвати       |             | 466         | 91,73%      |
| Југословени  | Југословени  |             | 8           | 1,57%       |
| Срби         | Срби         |             | 7           | 1,37%       |
| Словенци     | Словенци     |             | 5           | 0,98%       |
| Мађари       | Мађари       |             | 2           | 0,39%       |
| Немци        | Немци        |             | 2           | 0,39%       |
| Роми         | Роми         |             | 2           | 0,39%       |
| Црногорци    | Црногорци    |             | 2           | 0,39%       |
| Јевреји      | Јевреји      |             | 1           | 0,19%       |
| Руси         | Руси         |             | 1           | 0,19%       |
| неопредељени | неопредељени |             | 11          | 2,16%       |
| непознато    | непознато    |             | 1           | 0,19%       |
| укупно: 508  |              |             |             |             |